# Звукозапис
Звукозапис е процесът на съхраняване на звуци (механични вълни с честота в диапазона 20 – 20 000 Hz) върху носител. От гледна точка на слушателя това може да е музика, реч или други звуци. Носителят може да е грамофонна плоча, аудиокасета, компактдиск, твърд диск и др., а за процеса са необходими специални прибори като: устройство за преобразуване на звука в електрически сигнали микрофон или друг генератор на тон като звуков синтезатор, устройство за преобразуване на електрическите сигнали в информация, удобна за запис (аналогов или цифров сигнал и устройство за съхраняване върху подходящ носител на информация като например магнетофон с магнитна лента.
Запазеният по такъв начин звук се нарича фонограма.
Най-старият известен звукозапис е направен на 9 април 1860 г. от парижкия изобретател Едуард-Леон Скот де Мартенвил с помощта на устройство, наречено „фоноавтограф“.
Основни видове системи за звукозапис:
- Аналогов звукозапис
  - Механичен звукозапис
    - Фонограф
    - Патефон
    - Грамофон

  - Магнитен звукозапис
    - Аудиокасета

  - Оптичен запис
- Цифров звукозапис